# Jordanka
Jordanka ist ein weiblicher Vorname.

## Varianten
- Йорданка – bulgarisch, russisch, ukrainisch
- Jordanka – polnisch, tschechisch
- Yordanka – englisch, französisch, portugiesisch

## Namensträgerinnen
- Jordanka Belić (* 1964), serbische Schachgroßmeisterin
- Jordanka Blagoewa (* 1947), bulgarische Hochspringerin
- Jordanka Donkowa (* 1961), bulgarische Hürdenläuferin, Olympiasiegerin
- Jordanka Fandakowa (* 1962), bulgarische Politikerin, Bürgermeisterin von Sofia